# Johannes Kersthold
Johannes Kersthold (* 16. November 1965 in Trier, Rheinland-Pfalz) ist ein deutscher Jazz-Pianist, Solist, Komponist und Produzent.

## Leben und Wirken
Kersthold studierte an der Universität der Künste Berlin Jazzklavier bei Walter Norris und Aki Takase sowie klassisches Klavier bei Elzbieta Sternlicht. Daneben lernte er bei Harold McKinney 1985 im Blue Lake Fine Arts Camp in Michigan. Noch in Trier lebend, hatte er Klavierunterricht bei Hermann Becker, Géza Losó und Georg Ruby. Er sammelte vielseitige musikalische Erfahrungen in Workshops mit John Taylor, Richie Beirach und David Liebman. Er arbeitete zusammen mit Tony Lakatos, John Tchicai, Christof Griese, Christian Kappe und Jiggs Whigham, Joachim Schönecker und Gilbert Diop.
1982 gründete Kersthold mit Joachim Schönecker die Jazzrockformation Springfor. Ab 1987 spielte er in Berlin mit den lokalen Jazzmusikern. Er wirkte mit bei Produktionen für das Theater des Westens. Im Jahr 1996 war er Preisträger beim Wettbewerb musica vitale mit der deutsch-chinesischen Gruppe Omen.
Im Jahr 2000 erhielt er den 1. Preis im Lotte-Lenya-Gesangswettbewerb der Kurt-Weill-Foundation New York mit der Sängerin Anette Postel.
Er gründete 2003 das Label anjoke für seine CD-Produktionen und die Produktion von elektronischen Tracks. Im Jahr 2004 gewann er den Jazz-Award in Berlin mit dem Hattie St. John Quartett. 2005 belegte er den 1. Platz mit dem Griese/Kappe Quintett bei dem Berliner Jazz & Blues Award.
Seit 2013 ist Kersthold Ausrichter des Parsteiner Musik Festivals in der Parsteiner Dorfkirche.

## Diskographie (Auszug)
- Ass bedient mit Felix Wahnschaffe und Marc Stutz-Boukouya, 1995
- Freitag mit Torsten Piper, Michael Waterstradt und Mario Würzebesser, 2004
- Time Is There mit Rainer Winch, 2005
- Floating mit Christof Griese, Christian Kappe, Dirk Strakhof, Rainer Winch, 2008
- Frauenhilfe mit Torsten Piper, 2010
- First Cookie mit Torsten Piper, Michael Büning, Rainer Winch, 2012